# Línea 1 (Metro de Atenas)
La línea 1 del Metro de Atenas es la primera línea de metro más antigua de la ciudad.

## Detalles técnicos
| Color                         | Verde                                                                             |
| Número de estaciones          | 24                                                                                |
| Tipo                          | Metro convencional                                                                |
| Longitud                      | 25,6 km                                                                           |
| Municipios cubiertos          | Pireo, Moschato-Tavros, Kallithea, Atenas, Nea Ionia, Irakleio, Marousi y Kifisia |
| Trenes                        | Series 10 y 11                                                                    |
| Tiempo de viaje               | 51 minutos                                                                        |
| Velocidad comercial           | 80 km/h                                                                           |
| Anchura de la vía             | Ancho de vía estándar (1435 mm)                                                   |
| Tracción                      | Electricidad                                                                      |
| Alimentación                  | Catenaria superior rígida 750 V DC                                                |
| Secciones al aire libre       | Entre Piraeus y Monastiraki, y entre Attiki y Kifissia                            |
| Cobertura de teléfono móvil   | 100%                                                                              |
| Talleres-cocheras y depósitos | Piraeus, Faliro, Thissio, Attiki y Irini                                          |
| Sistemas de seguridad         | ATP                                                                               |
| Modo de conducción            | ATP                                                                               |
| Operador                      | Statheres Sygkoinonies A.E.                                                       |